# Letterio Subba

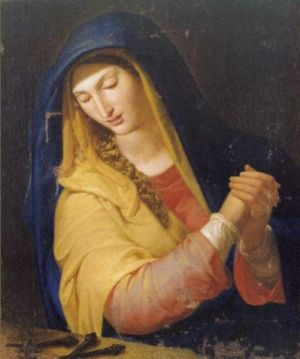
L'Addolorata

Letterio Subba, né en 1787 à Messine et mort le 11 janvier 1868, dans la même ville, est un peintre romantique italien. 

## Biographie
Letterio Subba reçoit une formation académique rigoureuse, d'abord à Naples, puis à Rome et à Florence. Pendant son séjour à Rome, il réalisé deux petits tableaux, Intérieur de l'atelier de Canova lors de sa sculpture de "Thésée" (peinte de son vivant en 1819 et aujourd'hui dans le Musée régional de Messine) et Intérieur de l'atelier de Thorvaldsen lors de son modelage des Trois Grâces (maintenant perdu). Il excelle également dans la gravure et l'aquarelle. 
Il retourne dans sa ville natale en 1823 et son conseil municipal l'autorise à ouvrir une école de dessin et de peinture près de la Regia Accademia Carolina. Le gouvernement Bourbon le nomme plus tard directeur de la Scuola di belle Arti de l'université, fréquentée par toute une génération d'artistes de la ville. 
En 1834, avec son frère Francesco, il réalise une sculpture en bronze de François Ier des Deux-Siciles, fondue pour faire des boulets de canon en 1848. Vers la même époque, il produit des aquarelles liées à la guerre d'indépendance grecque. En 1844, il conçoit le Teatro Mandanici de Barcellona Pozzo di Gotto et dirige les travaux de construction. En 1848, il participe à la révolte de Messine, mais celle-ci échoue, l'obligeant à fuir à Malte, laissant la Scuola di belle Arti aux mains de Michele Panebianco. Il est gracié et, en 1854, il retourne à Messine, où il travaille jusqu'à sa mort. 

## Œuvre
Une grande partie de son œuvre a été détruite lors du tremblement de terre de Messine en 1908. Quatre de ses œuvres laïques survivantes se trouvent aujourd'hui au Museo regionale di Messina - La Déesse Calypso accueillant Télémaque (1830) et Cupidon et Psyché, Les Nymphes Laipizia et Fetusa recevant le premier lièvre tué par Orion, fondateur de Messine et fondateur de la Compagnia dei verdi. Un autre, Daphnis aveugle parmi les bergers, se trouve dans la collection Agostino Gallo de la Galleria regionale della Sicilia à Palerme.